# ФК „Сабах“
„Футболен клуб Сабах“ (на азербайджански: Sabah Futbol Klubu) е азербайджански професионален футболен клуб, представляващ Баку. От 2018/19 година клубът играе в „Първа лига“. Домакинските си мачове играе на „Алинджа Арена“, намиращ се в селището Масазър.

## Успехи
- Премиер лига:
  -  Вицешампион (1): 2022/23
  -  Трето място (1): 2023/24
- Купа на Азербайджан:
  -  Носител (1): 2024/25